# 2003 en musique classique
| \| • Retour à la chronologie générale de la musique classique • \| |
| Grèce • Rome • Haut Moyen Âge • VIIIe siècle • IXe siècle • Xe siècle • XIe siècle XIIe siècle • XIIIe siècle • XIVe siècle • XVe siècle • XVIe siècle • XVIIe siècle XVIIIe siècle • XIXe siècle • XXe siècle • XXIe siècle |
| • Retour à la chronologie générale de la musique classique • |

| Années en musique classique : 2000 - 2001 - 2002 - 2003 - 2004 - 2005 - 2006    |
| Décennies en musique classique : 1970 - 1980 - 1990 - 2000 - 2010 - 2020 - 2030 |

## Événements

### Créations
- 23 janvier : Orion de Kaija Saariaho à Cleveland.
- 7 février : Lamentate d'Arvo Pärt à la Tate Modern de Londres par le London Sinfonietta et Hélène Grimaud au piano.
- 22 mai : In principio d'Arvo Pärt à Graz en Autriche.
- 1er octobre : La Frontière, opéra de chambre de Philippe Manoury, à Orléans.
- 18 octobre : Cello Counterpoint de Steve Reich, par Maya Beiser à l'Université de l'Illinois à Urbana-Champaign aux États-Unis.
- 18 septembre : ...concertante..., de György Kurtág, créé à Copenhague avec Hiromi Kikuchi au violon, Ken Hakii à l'alto, l'orchestre symphonique national du Danemark dirigé par Michael Schønwandt.

### Autres
- 1er janvier : concert du nouvel an de l'orchestre philharmonique de Vienne au Musikverein, dirigé par Nikolaus Harnoncourt.
- 26 septembre : Inauguration de l'Auditorium de Ténérife Adán Martín.
- 12 novembre : Inauguration du Théâtre de La Fenice reconstruit, avec La traviata de Giuseppe Verdi, mise en scène par Robert Carsen.

#### Date indéterminée
- Quatrième édition du Großes Sängerlexikon (Grand dictionnaire biographique des chanteurs).
- La Robert-Schumann-Gesellschaft publie chez G. Henle Verlag le catalogue thématique des œuvres de Robert Schumann, établi par Margit L. McCorkle.
- Instauration de la médaille Bach.

## Prix
- Severin von Eckardstein obtient le 1er prix de piano du Concours musical international Reine-Élisabeth-de-Belgique.
- Kotaro Fukuma obtient le 1er prix de piano du Concours international de piano de Cleveland.
- Wolfgang Rihm reçoit le Prix Ernst von Siemens.
- Keith Jarrett reçoit le Prix Polar Music.
- Anne-Sophie Mutter reçoit le Prix musical Herbert von Karajan.
- Claudio Abbado reçoit le Praemium Imperiale.
- György Kurtág reçoit le Léonie Sonning Music Award.
- Adriana Hölszky reçoit le Prix Bach de la Ville libre et hanséatique de Hambourg.
- Beat Furrer reçoit le Prix de la ville de Vienne pour la musique.
- Kaija Saariaho reçoit le Grawemeyer Award pour L'Amour de loin.
- On the Transmigration of Souls de John Adams reçoit le Prix Pulitzer de musique.
- Marc Monnet est lauréat du grand prix lycéen des compositeurs.
- Montserrat Caballé reçoit le Prix national de musique de Catalogne.

## Décès

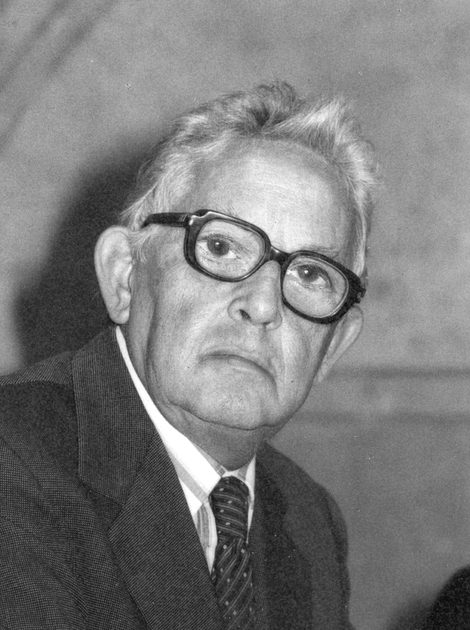
Goffredo Petrassi

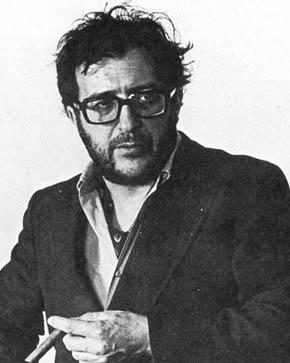
Luciano Berio

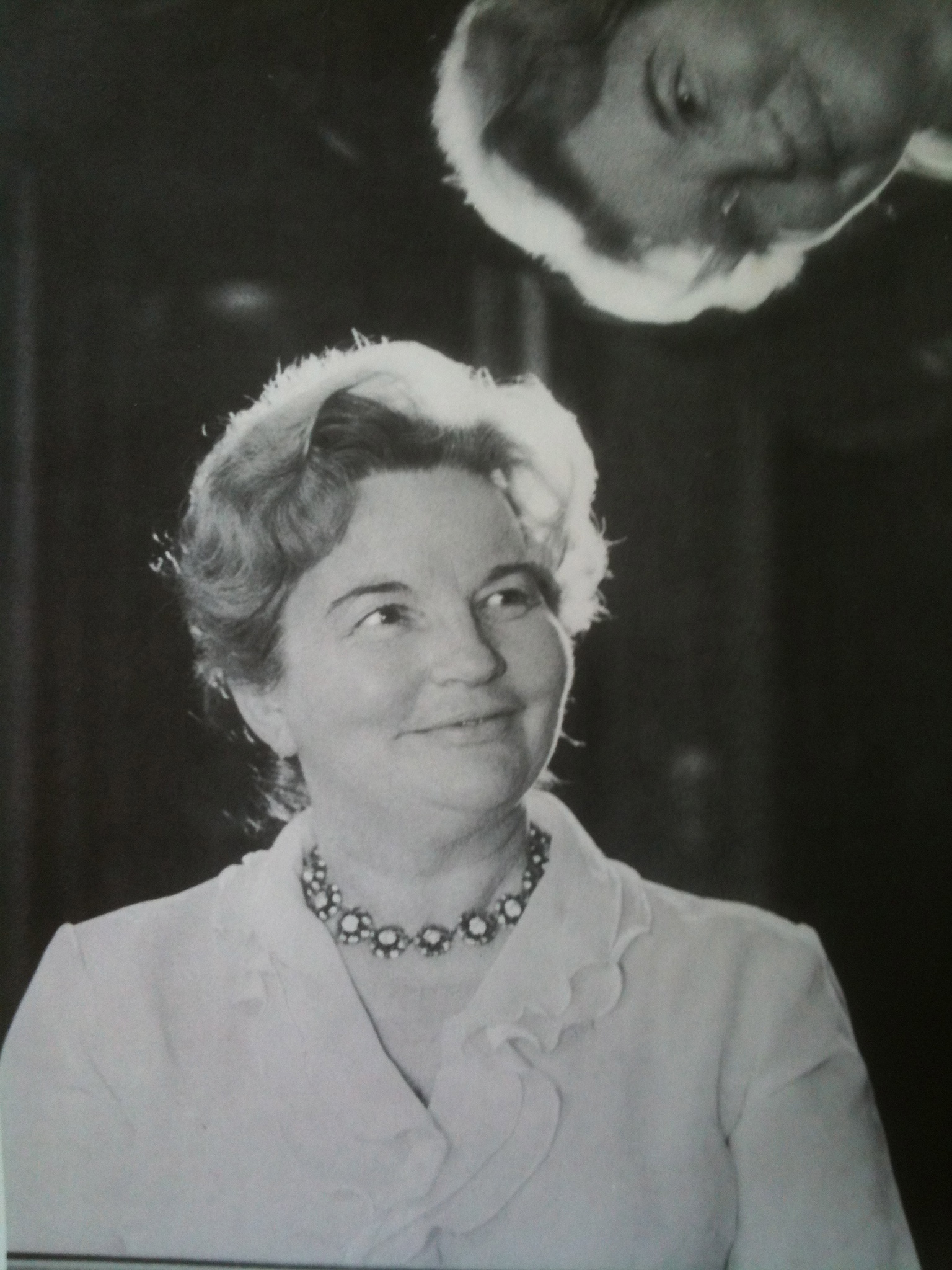
Nadia Tagrine

- 4 février : Jerome Hines, basse américaine (° 8 novembre 1921).
- 9 février : Lev Mikhaïlov, clarinettiste et saxophoniste soviétique (° 29 mai 1936).
- 24 février : Walter Scharf, compositeur, arrangeur, pianiste et chef d'orchestre américain, connu surtout dans le domaine de la musique de film (° 1er août 1910).
- 2 mars : Malcolm Williamson, compositeur australien (° 21 novembre 1931).
- 3 mars : Goffredo Petrassi, compositeur italien (° 16 juillet 1904).
- 4 mars : Fedora Barbieri, mezzo-soprano italienne (° 4 juin 1920).
- 13 mars : Ludwig Streicher, contrebassiste autrichien (° 20 juin 1926).
- 16 mars : Lothar Koch, hautboïste allemand (° 1er juillet 1935).
- 27 mars : Edwin Carr, compositeur néo-zélandais (° 10 août 1926).
- 30 mars : Ron Golan, altiste allemand naturalisé suisse (° 16 août 1924).
- 8 avril : Maki Ishii, compositeur et chef d'orchestre japonais (° 28 mai 1936).
- 14 avril : Lina Pires de Campos, pianiste, professeur de musique et compositrice brésilienne (° 18 juin 1918).
- 4 mai :
  - Sesto Bruscantini, baryton italien (° 10 décembre, 1919).
  - Arthur Oldham, compositeur et chef de chœur britannique (° 6 septembre 1926).
- 6 mai : Julien Copeaux, compositeur de musique contemporaine français (° 11 janvier 1972).
- 11 mai : Clarisse Leite, pianiste, compositrice et professeur de musique brésilienne (° 11 janvier 1917).
- 14 mai : Otto Edelmann, baryton-basse autrichien (° 5 février 1917).
- 16 mai : Jacques Herbillon, baryton français (° 20 mai 1936).
- 27 mai : Luciano Berio, compositeur italien (° 24 octobre, 1925).
- 1er juin : Nadia Tagrine, pianiste franco-russe (° 13 juillet 1917).
- 5 juin :
  - Manuel Rosenthal, compositeur et chef d'orchestre français (° 18 juin 1904).
  - Patricia Blomfield Holt, compositrice, pianiste et professeur de musique canadienne (° 15 septembre 1910).
- 17 juin : Marcella Pobbé, soprano italienne (° 13 juillet 1921).
- 7 juillet : Valentin Bibik, compositeur ukrainien (° 19 juillet 1940).
- 9 juillet : Jean Fournier, violoniste et professeur de musique français (° 3 juillet 1911).
- 17 juillet : Rosalyn Tureck, pianiste et claveciniste américaine (° 14 décembre 1914).
- 22 août : Dorothea Anne Franchi, compositrice, pianiste et professeur de musique néo-zélandaise (° 17 février 1920).
- 30 août : Peter Meven, chanteur d'opéra allemand (° 1er octobre 1929).
- 4 septembre :
  - Lola Bobesco, violoniste belge.
  - Susan Chilcott, soprano britannique (° 8 juillet 1963).
  - Tibor Varga, violoniste, chef d'orchestre et pédagogue hongrois (° 4 juillet 1921).
- 8 septembre : Marc Honegger, musicologue et chef de chœur (° 17 mai 1926).
- 9 septembre : Joaquim Homs, compositeur espagnol.
- 15 septembre : Jack Brymer, clarinettiste britannique (° 27 janvier 1915).
- 19 septembre : Anatoli Bogatirev, compositeur biélorusse (° 13 août 1913).
- 1er octobre : Joachim Havard de la Montagne, compositeur, organiste et chef de chœur français (° 30 novembre 1927).
- 4 octobre : Antanas Rekašius, compositeur lituanien (° 24 juillet 1928).
- 9 octobre : Justinas Bašinskas, compositeur lituanien (° 22 janvier 1923).
- 10 octobre : Eugene Istomin, pianiste américain (° 26 novembre 1925).
- 14 octobre : Milos Sadlo, violoncelliste thèque (° 13 avril 1912).
- 18 octobre : Walter Kreppel, basse allemande (° 3 janvier 1923).
- 29 octobre : Franco Corelli, ténor italien (° 8 avril 1921).
- 30 octobre : 
  - Franco Bonisolli, ténor italien (° 25 mai 1938).
  - Abel Ehrlich, compositeur israélien (° 3 septembre 1915).
- 14 novembre : Pierre Camonin, organiste, compositeur et improvisateur français (° 25 février 1903).
- 27 novembre : Riccardo Malipiero, pianiste et compositeur italien (° 24 juillet 1914).
- 6 décembre : Hans Hotter, baryton-basse allemand, chanteur d'opéras et de lieder (° 19 janvier 1909).
- 26 décembre : Ivan Ivanovitch Petrov, basse soviétique (° 29 février 1920).

### Date indéterminée
- Claude Gafner, musicien et d'chanteur d'opéra vaudois (° 15 mars 1922).